# Діамант (стадіон)
Бейсбольний стадіон «Діамант» — головна бейсбольна арена України. Основний стадіон бейсбольного комплексу СДЮШОР-2 у місті Кропивницький. Стадіон є домашньою ареною команди Біотехком-КНТУ, Біотехком-СДЮШОР-2, збірної України. Тут проводиться турнір «Кубок Колодицького».

## Історія
В 1995 році на місці футбольних полів було створено два бейсбольних поля: основне і резервне (тренувальне, але й проводять матчі у випадку дощу). Будуються і облаштовуються криті трибуни з роздягальнями і дагаутами, але лишившись фінансування в 2001 році будівництво припиняється на завершальному етапі. В 2016 році було влаштоване нове покриття ближньої зони стадіону (покладений тенісіт). В 2018 році стадіон реконструюється перед проведенням чемпіонату Європи в дивізіоні «C»: з'являється нове цифрове табло, нові бокові паркани, більше сидячих місць та інше.

## Стіна досягнень

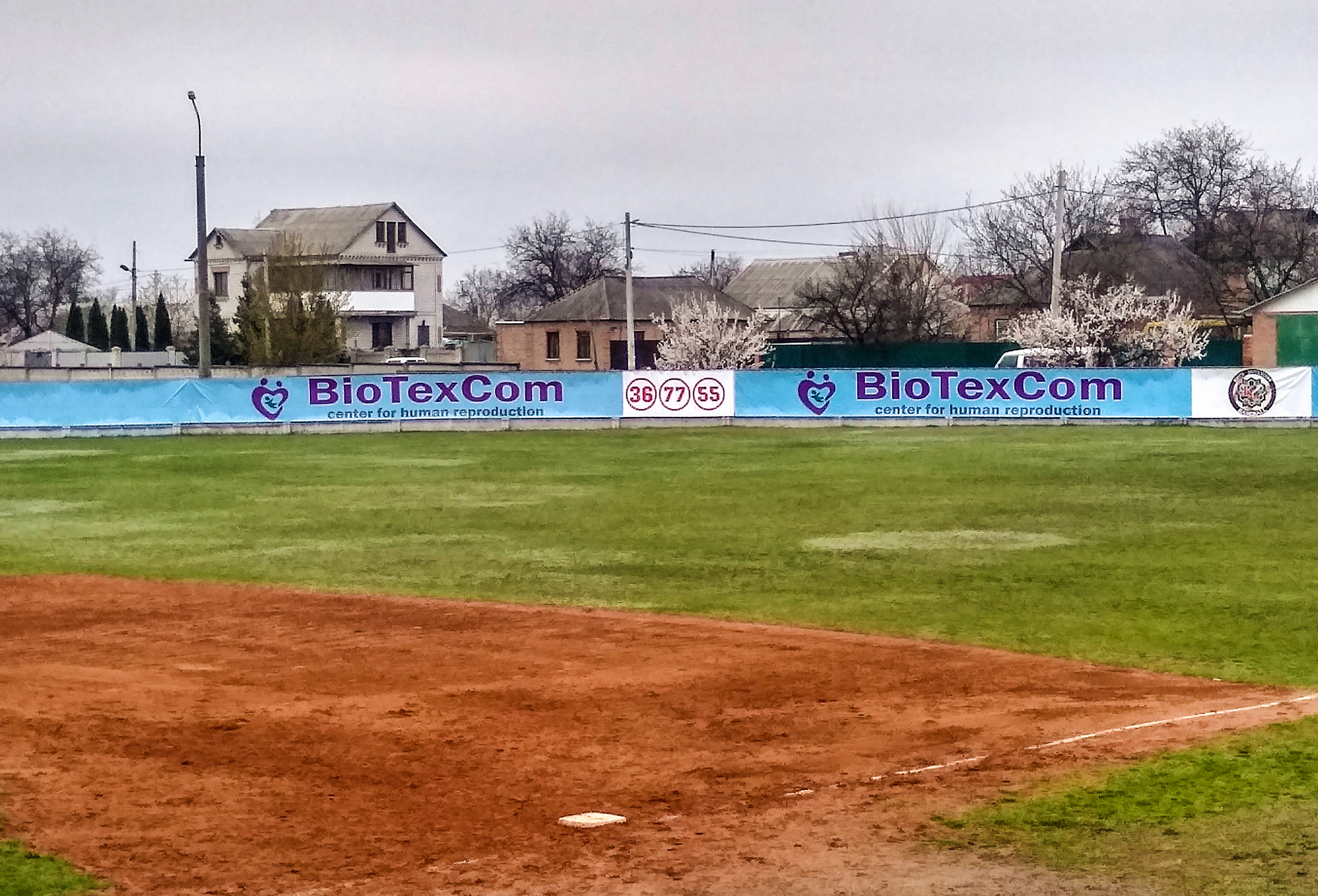
Стіна досягнень

Огороджувальний паркан з 1995 року використовується ще і як «стіна чемпіонів» на якій зображені роки перемог місцевих команд в першості і кубку України. В 2015 році відкрито зал слави кропивницького бейсболу. Відтепер номери 36, 77 і 55 красуються на стіні досягнень стадіону і навічно закріплені за Павлом Сивиринчуком, Дмитром Неліпою і Русланом Дейкуном.